# W południe
W południe – piosenka opowiadająca o życiu człowieka w porównaniu z opisem życia wsi, autorstwa Kazimierza Grześkowiaka. Utwór pierwotnie wykonywany był przez autora oraz zespół Silna Grupa pod Wezwaniem. Piosenka wydana została w zbiorze nagrań Kazimierza Grześkowiaka i Silnej Grupy pod Wezwaniem na płycie pod tytułem: „Chłop żywemu nie przepuści”.

## Historia
Piosenka zyskała znaczną popularność w 1999 roku za sprawą nagrania jej przez Kazika Staszewskiego w nowej wersji, wydanej na płycie „Las Maquinas de la Muerte” zespołu Kazik na Żywo. Utwór ten znajduje się również na wydanej później płycie koncertowej „Występ” (2002), a także – w innej aranżacji – na wydanej w 2008 roku płycie solowej Kazika „Silny Kazik pod wezwaniem”, która zawiera covery różnych utworów granych przez „Silną Grupę pod Wezwaniem”.
W tym samym czasie trafiła także do programu „Grześkowiak” Lubelskiej Federacji Bardów. Pierwotnie zespół przygotowywał wspólny materiał z Kazimierzem Grześkowiakiem, mający być próbą powrotu artysty do życia muzycznego po przerwie spowodowanej problemami alkoholowymi. Śmierć Grześkowiaka w lutym 1999 spowodowała, że program musiał być przeredagowany do wykonania przez samą LFB. „W południe” wykonywana jest a cappella (jedynie z kilkusekundowym wstępem altówki, skrzypiec lub fortepianu), przez wszystkich wokalistów zespołu – pierwotnie Marek Andrzejewski, Igor Jaszczuk, Jan Kondrak, Paweł Odorowicz, Marcin Różycki, Piotr Selim i Jolka Sip. W tej postaci piosenka została zarejestrowana na płycie koncertowej „Lubelska Federacja Bardów Kazimierzowi Grześkowiakowi” w roku 2000. Po odejściu Jaszczuka i Różyckiego przez ponad 10 lat wykonywana była przez pozostałą piątkę, a po odejściu Odorowicza – czwórkę wokalistów. Tak też została zarejestrowana w 2008 roku na płycie „Klechdy Lubelskie”. Od roku 2012 w chórze zespołu udział biorą: perkusista Tomasz Deutryk oraz skrzypaczka Katarzyna Wasilewska, sporadycznie także basista Krzysztof Nowak.
Lubelska Federacja Bardów zaśpiewała „W południe” w trakcie uroczystości pogrzebowej Kazimierza Grześkowiaka w 1999 r. na cmentarzu przy ul. Lipowej w Lublinie.

## Wersja zespołu Kazik na Żywo
W lipcu 1999 roku grupa Kazik na Żywo wydała singel „W południe”.

### Lista utworów
1. „W południe”
2. „W południe ina different stylee”
3. „W południe wersja frenzy”
4. „W południe wersja dedykowana dr Yry”
5. „Koncert z Cebegiebes N.Y. część 2”
6. „Red alert nie ma litości”
7. „Prawda koncert w Ułan Bator 30 kwietnia 1999”

Wydany: kwiecień 1999, SP-s-57

Nagrany: październik i listopad 1998 w Słabe studio

Wytwórnia płytowa: S.P. Records

Realizator: Krzysztof Krupa

Zgranie: Wojciech Przybylski

Producent: KNŻ